# Abronia salvadorensis
Abronia salvadorensis (сальвадорська абронія) — вид веретільницеподібних ящірок родини веретільницевих (Anguidae). Мешкає в Центральній Америці.

## Поширення і екологія
Сальвадорські абронії мешкають в горах Сальвадору і Гондурасу. Вони живуть у вологих гірських тропічних лісах, на висоті від 1900 до 2125 м над рівнем моря. Ведуть деревний спосіб життя.

## Збереження
МСОП класифікує цей вид як такий, що перебуває під загрозою зникнення. Abronia salvadorensis загрожує знищення природного середовища.